# Porslinsdockorna
Porslinsdockorna (engelska: The China Shop) är en amerikansk animerad kortfilm från 1934. Filmen ingår i Silly Symphonies-serien och är baserad på sagan Herdinnan och sotaren av Hans Christian Andersen.

## Handling
Det är natt och när ägaren till en porslinsbutik stänger för natten och går hem, vaknar alla porslinsfigurer och muggar till liv. En demonisk figur kidnappar en fin dam och ett slagsmål mellan demonen och damens herre bryter ut, som leder till att stora delar av butiken går sönder.

## Om filmen
Filmen skulle ha haft sin ursprungliga premiär några dagar före jul 1933, men byttes istället ut mot kortfilmen Da'n före da'n eftersom den hade jultema.
I filmen spelas delar av visan Ach, du lieber Augustin.
Filmen hade svensk premiär den 17 december 1934 och visades på Göta Lejon i Stockholm.

## Rollista
Filmen innehåller inget tal, däremot hickningar som görs av Pinto Colvig.